# Siamotyrannus isanensis
Siamotyrannus isanensis Buffetaut et al., 1996 è un dinosauro carnivoro appartenente ai tetanuri. Visse nel Cretacico inferiore (Barremiano-Aptiano, tra 130 e 112,6 milioni di anni fa) e i suoi resti fossili sono stati ritrovati in Thailandia. È stato erroneamente considerato il più antico tirannosauride.

## Descrizione
Questo dinosauro è conosciuto esclusivamente per alcune vertebre e un bacino completo rinvenuti nella formazione Sao Khua in Thailandia. L'aspetto doveva essere quello di un dinosauro carnivoro bipede, dalla struttura relativamente robusta. Come tutti i dinosauri teropodi di grosse dimensioni, Siamotyrannus doveva possedere lunghe zampe posteriori dotate di artigli, brevi zampe anteriori e una grossa testa armata di denti ricurvi. La lunghezza doveva aggirarsi intorno ai 6,5 metri.

## Classificazione
Siamotyrannus è stato descritto per la prima volta nel 1996 ed è stato considerato il più antico e primitivo membro dei tirannosauridi. Negli anni seguenti, tuttavia, ulteriori analisi (Rauhut 2000, Holtz et al. 2004) hanno dimostrato che le ossa di Siamotyrannus non possedevano caratteri distintivi dei tirannosauri, e anzi Siamotyrannus potrebbe essere stato un rappresentante dei carnosauri. Secondo alcuni (Holtz et al., 2004) Siamotyrannus potrebbe essere strettamente imparentato con una forma del Cretaceo giapponese, Fukuiraptor. Alcune caratteristiche della pelvi lo avvicinerebbero ai sinraptoridi, una famiglia di carnosauri tipica del Giurassico.